# Stig Andersson
Pour les articles homonymes, voir Andersson.
Stig Andersson, né le 4 mars 1931, est un biathlète suédois. 

## Biographie
Aux Championnats du monde 1961, il est 18e de l'individuel, aidant les Suédois au gain de la médaille de bronze à la compétition par équipes à Umeå avec Klas Lestander et Tage Lundin.

## Palmarès

### Championnats du monde
- Mondiaux 1961 à Umeå :
  -  Médaille de bronze par équipes.